# Stephan Morais
Stephan de Moraes (Stephan Godinho Lopes de Moraes) é um investidor Luso-Inglês, nascido em Londres, em 27 de outubro de 1973.
Stephan de Moraes é licenciado em Engenharia Civil pelo Instituto Superior Técnico, curso que terminou em 1996. Afastando-se da sua área de estudos, realizou um MBA em Private Equity and Venture Capital na Harvard Business School e consolidou a sua carreira na área de gestão, consultoria e investimento.
Em 2019, co-fundou a Indico Capital Partners, da qual é hoje o Managing General Partner. Stephan de Moraes é Presidente da APCRI - Associação Portuguesa de Capital de Risco e membro do Conselho Consultivo da AMROP, Executive Search. É co-presidente da YPO Portugal (Young Presidents Organization), membro do Conselho Consultivo do Portuguese American Leadership Council (PALCUS) e ex-presidente do Harvard Clube de Portugal.

## Formação Académica
Stephan de Moraes, filho de advogados portugueses, nasceu em Londres e cresceu em Lisboa, onde estudou em dois colégios de renome: Colégio Sagrado Coração de Maria e Colégio Valsassina.
Moraes é Engenheiro Civil licenciado pelo Instituto Superior Técnico em 1996, tendo feito o seu último semestre do curso na Écola Nationale des Ponts et Chaussées em Paris. Em 2000, foi aceite para o programa de MBA da Harvard Business School, o qual completou em 2002, tendo-se especializado em Private Equity e Capital de Risco. Stephan de Moraes recebeu a Sainsbury Management Fellowship.

## Carreira
Primeiros Anos
Stephan de Moraes iniciou a sua carreira no Halcrow Group Limited, no Reino Unido, em projetos de privatização para agências multi-laterais em Moçambique, Paquistão, Panamá e no Chile. Mais tarde, mudou-se permanentemente para Londres, para se juntar ao departamento de Energy and Utilities da Arthur Andersen Business Consulting. Durante esta altura, co-fundou uma startup sediada em Londres, focada em water trading, a Waterexchange.
Depois de terminar o seu MBA, foi nomeado consultor do governo para a privatização de um dos investidores do estado, IPE, e para delinear a política energética do país. Juntou-se à Energias de Portugal em 2003 como chefe de gabinete e foi subsequentemente nomeado diretor da empresa espanhola Naturgas Energias Servicios. 
Em 2006, dada a sua especialização em private equity em Harvard, foi convidado a investir na Temahome, uma empresa de design the mobiliário portuguesa, da qual se tornou também CEO. Saiu da empresa no final de 2009. Um ano mais tarde, foi o primeiro português a ser nomeado um Young Global Leader pelo Fórum Económico Mundial. 
Carreira de Investimento
Em 2010, Stephan de Moraes juntou-se ao maior banco português, Grupo Caixa Geral de Depósitos, onde foi nomeado membro do conselho de administração e CEO e vice-presidente de um novo banco de investimento africano sediado em Moçambique, o BNI - Banco Nacional de Investimento, que resultou de uma parceria entre a Caixa Geral de Depósitos e o governo Moçambicano. Foi também diretor executivo da Caixa Capital, um dos maiores e mais internacionais operadores de capital de risco na península ibérica, com mais de 90 mil milhões de euros sob gestão.
Durante o seu tempo na Caixa, levou a cabo investimentos em quase todas as maiores startups portuguesas com escala global, como a Farfetch, Unbabel, Uniplaces, D-Orbit, entre outras, que levantaram capital em Silicon Valley e em Londres. Pelo seu trabalho, tornou-se o mais bem sucedido investidor do país.
Stephan de Moraes foi diretor não-executivo na Crimson Investment Management. Anteriormente, foi ainda membro do Venture Capital Council da Invest Europe e do International Venture Club, presidente da European Venture Finance Network e júri em inúmeros prémios de empreendedorismo e investimento. 
Indico Capital Partners
Em 2017, Stephan de Moraes deixou o seu cargo na Caixa Capital para co-fundar um fundo de investimento independente, a Indico Capital Partners, juntamente com o seu colega Ricardo Torgal e a fundadora da Talkdesk, Cristina Fonseca. A Indico investe em Portugal, Espanha, Itália e diasporas, maioritariamente nos estágios de pre-seed a Series A.
Em 2020, a Indico foi escolhida pela Google for Startups para uma parceria no seu programa de aceleração, que foi lançado no mesmo ano e vai já na 3ª edição. Em 2022, foi lançado o Indico Blue Fund, um fundo de ação climática que apoia startups e PMEs sustentáveis relacionadas com a Economia Azul e sediadas em Portugal.
Desde 2019, a Indico investiu 92 milhões de euros em 49 empresas, incluindo os unicórnios Tier, Anchorage Digital e Remote, que já levantaram no seu conjunto mais de 2 mil milhões de euros de investidores globais, tornando a Indico no principal fundo de capital de risco em Portugal.
Stephan de Moraes é atualmente o Managing General Partner da Indico Capital Partners.

## Prémios e Honras
- 2002 – Sainsbury Management Fellowship[11] - Londres, Inglaterra
- 2009 – Design Management Europe[12][13] - oferecido pelo conselho Europeu de design, Eindhoven, Holanda
- 2009 – Prêmio Sena da Silva[14] – oferecido pelo presidente da República de Portugal, Lisboa, Portugal
- 2010 – Nomeação ao Jovens Líderes Globais[15] (Young Global Leaders), oferecido pelo Fórum Económico Mundial